# ヨーロッパの旗一覧

ヨーロッパの国旗地図

ヨーロッパの旗一覧（ヨーロッパのはたいちらん）は、ヨーロッパの国家、国際機関の旗の一覧である。西ヨーロッパから北ヨーロッパまでは、原則として国連による世界地理区分に基づく。

## 国際機関

ベネルクスの旗
中欧自由貿易協定の旗
独立国家共同体の旗
欧州旗
北大西洋条約機構の旗
北欧理事会の旗
サーミの旗

## 西ヨーロッパ

オーストリアの国旗
オランダの国旗
スイスの国旗
ドイツの国旗
フランスの国旗
ベルギーの国旗
モナコの国旗
リヒテンシュタインの国旗
ルクセンブルクの国旗

## 東ヨーロッパ

ウクライナの国旗
スロバキアの国旗
チェコの国旗
ハンガリーの国旗
ブルガリアの国旗
ベラルーシの国旗
ポーランドの国旗
モルドバの国旗
ルーマニアの国旗
ロシアの国旗

## 南ヨーロッパ

アルバニアの国旗
アンドラの国旗
イタリアの国旗
北マケドニアの国旗
ギリシャの国旗
クロアチアの国旗
サンマリノの国旗
スペインの国旗
スロベニアの国旗
セルビアの国旗
ボスニア・ヘルツェゴビナの国旗
ポルトガルの国旗
マルタの国旗
モンテネグロの国旗

## 北ヨーロッパ

アイスランドの国旗
アイルランドの国旗
イギリスの国旗
エストニアの国旗
スウェーデンの国旗
デンマークの国旗
ノルウェーの国旗
フィンランドの国旗
ラトビアの国旗
リトアニアの国旗

## 広域でのヨーロッパ

アゼルバイジャンの国旗
アルメニアの国旗
カザフスタンの国旗
キプロスの国旗
ジョージアの国旗
トルコの国旗

## 構成国

イングランドの国旗
ウェールズの国旗
北アイルランドの国旗
スコットランドの国旗

## 自治領

非公式なアクロティリおよびデケリアの旗
オーランド諸島の旗
オルダニー島の旗
ガーンジー島の旗
グリーンランドの旗
サーク島の旗
ジブラルタルの旗
ジャージー島の旗
スヴァールバル諸島およびヤンマイエン島の旗
ハーム島の旗
フェロー諸島の旗
マン島の旗

## 事実上独立した地域

アブハジアの国旗
沿ドニエストル共和国の国旗
ガガウズ自治区の旗
北キプロスの国旗
コソボの国旗
バチカンの国旗
南オセチアの国旗
リベルランド自由共和国の旗

## 領土を支配する反政府組織の旗一覧

ドネツクの旗
ルガンスクの旗